# 赤目四十八瀧心中未遂
『赤目四十八瀧心中未遂』（あかめしじゅうやたきしんじゅうみすい）は、車谷長吉の長編小説。また、それを原作とする2003年公開の日本映画。

## 小説
文芸雑誌「文學界」に1996年11月号から翌年10月号に連載され、1998年に第119回直木賞を受賞した。第9回伊藤整文学賞にも選ばれたが受賞を辞退した。

## 映画

### あらすじ（映画版）
ある年の冬の終わり頃、釜ヶ崎（大阪）で暮らしていた青年・生島与一は、知人から「働き口がある」と紹介されて尼崎（兵庫県）に引っ越してくる。ホルモンの串焼き屋を営む岸田勢子に雇われた与一は、アパートの自室で臓物を串に刺すやり方を教わって作業を始める。そのアパートにはヤクザを兄に持つ娼婦・綾やベテラン彫師・彫眉など一癖も二癖もある人たちが住んでいた。
春を迎えると与一は徐々に仕事に慣れ、出所した綾の兄・真田から伝言を頼まれたことで彼女と初めて会話を交わして交流が始まる。大人しい与一は、勢子や彫眉などから色々と頼まれ事をされるようになり、緊張しながらも何とかこなす日々を過ごす。尼崎に来て4ヶ月経った頃、与一の中で「近いうちに尼崎を去る気がする」との思いが生じ始める。
綾と親しくなった与一は、8月に彼女に誘惑されて男女の関係を持つが、ある日彼女がアパートに帰って来なくなる。与一は、何か事情を知る勢子や真田から「綾を見かけたら連絡してほしい」と頼まれて了承する。後日綾から「明日天王寺駅(大阪環状線)のホームに夕方の17時に来て」との手紙が届く。尼崎を出る決意をした与一は、勢子や真田には何も告げないままアパートを出て、電車で天王寺駅に向かう。
与一は、再会した綾と駅を出ると、彼女から組とトラブルになった真田に3000万で身売りされることになり、8月20日までに彼女が博多に行くか3000万円を振り込まないと真田が殺されるとの話を聞く。与一と綾は、大阪の街をまわって食事したりホテルで愛し合ったりして数日が過ぎる。期限である8月20日を迎え、大阪のとある駅に行くと、綾から「この世の外へ私を連れて逃げて」と言われた与一は、彼女との逃避行を決意する。2人は、駅構内でたまたま目にしたポスターに惹かれて赤目四十八滝（三重県）に向かうことに。
自然豊かな赤目四十八滝で川のせせらぎ、セミの鳴き声、小鳥のさえずり、大小さまざまな滝を見聞きしながら、与一と綾はどんどん奥へと突き進んでいく。道中で休憩した綾は与一に、真田が小学生の頃に赤目四十八滝に遠足に行く予定だったが、諸事情により行けなかった思い出話をする。その後滝の前で止まった綾は、「本当はあなたと心中するつもりだったけど、ここまで付き合ってくれただけでもう十分」と心中を辞めたことを告げる。
大阪に戻ることにした2人は電車に乗るが、奈良県のとある駅に到着すると突然綾が「ごめんなさい。私やっぱり博多に行く」と言って一人で電車を降りてしまう。与一も一緒に降りようとするが足がもつれている間にドアが閉まり、動き出した電車の中からホームの綾をただ見送るしかなかった。

### キャスト
生島与一
演 - 大西滝次郎
冒頭で尼崎に流れ着いた青年。1970年7月生まれ。元々臆病な性格もあり、有名大学を中退して以降、社会生活に上手く順応できないでいる。尼崎の勢子の店からほど近い裏通りの古いアパートで暮らしながら、自室で臓物を串に刺す作業を始める。元々東京で物書きの仕事をしていた模様だが、その仕事を辞めた後大阪の釜ヶ崎に転居した。10年以上前から所有する辞書を“しんかいさん”と呼び、唯一の話し相手として大事にしている。勢子からは、「いい家に生まれていい大学に入ったのに辞めてこんな所に来るなんて罰当たり」と思われている。アパートの住人たちの個性的な言動や突発的な出来事が起きても、焦って上手く会話ができなかったり対応が空回りする。その後頼まれ事をこなしていく内に自信が身についていく。
綾
演 - 寺島しのぶ
与一と同じアパートの住人で1階に住む。実は、在日朝鮮人である。与一が尼崎で暮らし始めてからはアパートなどで出会ってもお互い挨拶すらしなかったが、言葉を交わすようになってから「あんた」と呼び始め、その後親しくなった夏頃から「生島さん」と呼ぶようになる。ヤクザの兄のことをあまり快く思っていない。背中には、彫眉に彫ってもらった迦陵頻伽（かりょうびんが）の刺青を入れている。与一が尼崎に来て4か月経ったある夜、彼に「あなた、ここでは生きていけない人よ。うちらとは違う」と告げる。
岸田勢子（せいこ）
演 - 大楠道代
綾と親しくしている初老の女性。与一より24歳年上の戌年生まれ。冒頭で知人の頼みで与一の雇い主となる。商店街でホルモンの串焼きの店を経営している。店名が「いがや」の模様で、周りから“いがやの姉さん”と呼ばれる。三重県伊賀市出身。大阪万博の年に大阪に出てきて5年間娼婦として働いた後実家に戻った。冒頭で与一に臓物を串に刺すやり方を教えた後、時々アパートに訪れて彼の仕事ぶりを見ながら雑談を交わす。春頃のある日、与一に「13時10分前になったら、交番前の電話ボックスに入り、電話帳の中に挟んである万札を人に見られないように持ってきてほしい」との頼み事をする。与一が尼崎に来て4か月経った頃、「（自身が育ててきた）ヨルガオ（夜に咲く花）の世話を代わりにしてほしい」と頼む。
彫眉（ほりまゆ）
演 - 内田裕也
与一と同じアパートの住人で、孫らしき晋平と2階の部屋で暮らしている。彫師で、手彫りノミを使って和彫りの作業をしている。周りから「まゆさん」と呼ばれている。普段は金髪のロングヘアを下ろした髪型で、仕事時は後ろで一つに束ねている。与一が尼崎に来て4か月経った頃、とある小包を2、3日預かるよう彼に頼み、後日もうしばらく預かるよう威圧的に延長を告げる。さらに夏のある日、与一に尼崎市大物町にいる“さいとう”に小包を届けるよう依頼する。
晋平
演 - 榎田貴斗
彫眉の孫らしき男の子。年は小学3年生ぐらい。ある日、空き地にある細い土管の中にガマガエルを見つけて自分だけ土管の中を見て楽しんでおり、後日空き地にやって来た与一に「中を見たらあかん。見たらガマガエルが死んでしまう」と断る。通っている小学校では、「天誅！」と言いながら走り回るのが流行っているとのこと。
犀（さい）
演 - 新井浩文
勢子の仕事関係者で、肉の卸業をしている模様。周りの人からは、「犀ちゃん」と呼ばれている。毎朝アパートの与一の部屋に臓物を届け、夕方に彼が仕込んだ臓物串を回収しに来る仕事をしている。勢子の仕事を手伝い始めた与一を睨むように見ながら臓物を持ってくるが、彼女には低姿勢で礼儀正しく振る舞っている。地方出身者で訛りのある話し方をしている。作中で首の後ろにバーコードのような刺青を入れる。与一が尼崎に来て4か月が経った頃、とある手紙を今日中に勢子に渡すよう与一に頼む。
真田
演 - 大楽源太
綾の兄。何かの犯罪を犯して服役中で春頃に出所し、尼崎に戻ってくる。その直後綾を訪ねて作中のアパートにやって来るが外出しており、たまたま出会った与一に「綾が戻ってきたら電話するよう伝えてくれ」とことづける。綾のことを知る人たちに「俺の顔、綾とそっくりでかわいいやろ？」と言うのが子供の頃からの口癖。
業（ごう）
演 - 大森南朋
真田の舎弟。彫眉の弟子かは不明だが、春頃に彼の部屋で電動の器具を使って犀に刺青を入れる。夏頃に彫眉と共に与一に会い、大事な箱を“さいとう”に渡すよう指示する。
爺公（じいこう）
演 - 森下能幸
真田の舎弟。ある日自身にキャバ嬢の恋人ができたことを知った真田にキレられる。過去に真田や業と、綾のストーカーだった男をドラム缶に入れてコンクリートで固めて海に沈めたことがある。仲間によると「チンコがデカい」とのこと。
辻姫
演 - 沖山秀子
与一と同じアパートの住人で2階に住む。引っ越してきて間もない与一が、夜に近所の自動販売機の酒を買おうとした所に出くわし、声を掛ける。
売女
演 - 絵沢萠子
ある夜、アパートの与一の隣の部屋で中年男性と性行為をする。行為中は喘ぐことなく、なぜか東京の山手線の駅名を外回りの順番で淡々と暗唱する。
娼婦
演 - 内田春菊
夏のある夜、作中のアパートの部屋で性行為中だった男が吐血したため、慌てて与一の部屋に駆け込んで薬を持っていないか尋ねる。
父巡礼と母巡礼
演 - 父巡礼（牧口元美）、母巡礼（上杉幸子）
夫婦。春頃、麦わら帽子や水筒を身につけた小学生男子（たけし君）の等身大マネキンと共に与一のアパートの玄関外に鎮座する“ふきだまり地蔵”にお参りに来る。その後、妻とたけし君とお遍路さんのような格好で、“ぽんぽん石”がある場所に訪れる。
出痔亀
演 - 秋山道男
春頃にアパートの綾のもとに訪れる。綾に金を払い、彫眉が彫った背中の迦陵頻伽の刺青を見せてもらうが、彼女に断りなくデジカメで撮影し始めたため怒られる。晋平からは、「変態のおっちゃん」と呼ばれている。
山根
演 - 金子清文
与一の以前からの知人。東京の出版社の編集部で働いており、現在は自分の企画を出せる立場になった。夏のある日、与一が尼崎のに移り住んだことを知って彼のアパートを訪ねてくる。今でも与一に物書きの才能があると信じており、東京で仕事をするよう説得する。
三角眼
演 - 麿赤兒
苗字は、「さいとう」。彫眉と親しくするベテランヤクザらしき人物。尼崎市大物町の古びたビルの5階にいる。モヒカンヘアをしている。癖なのかかゆいのかは不明だが、作中では常にズボンの上から股間をさすっている。彫眉の使いでやって来た与一から小包を受取る。
新世界
演 - 赤井英和
真田とは別の組のヤクザだが、弟分のような存在で親しくしている。夏頃に大阪にやって来た綾と偶然出くわし、昼頃に自身が所属する組事務所に真田が来たことを伝える。

### スタッフ
- 監督：荒戸源次郎
- 製作：河津秋敏、石川富康、村山治、橘秀仁
- プロデューサー：村岡伸一郎
- 原作：車谷長吉『赤目四十八瀧心中未遂』（文藝春秋社）
- 脚本：鈴木棟也
- 撮影：笠松則通
- 編集：奥原好幸
- 音楽：千野秀一
- 照明：石田健司
- 配給：赤目製作所

### 受賞
- 第27回日本アカデミー賞 、最優秀主演女優賞（寺島しのぶ）[1]
- 第46回ブルーリボン賞 作品賞、主演女優賞（寺島しのぶ）、助演女優賞（大楠道代）
- 第28回報知映画賞 主演女優賞（寺島しのぶ）
- 第58回毎日映画コンクール 日本映画大賞、女優主演賞（寺島しのぶ）、女優助演賞（大楠道代）、撮影賞（笠松則通）、スポニチグランプリ新人賞（大西滝次郎）
- 第16回日刊スポーツ映画大賞・石原裕次郎賞 主演女優賞（寺島しのぶ）
- 第25回ヨコハマ映画祭 主演女優賞（寺島しのぶ）、助演男優賞（大森南朋）、技術賞（笠松則通）
- 第13回日本映画批評家大賞 新人賞（大西滝次郎）[2]